# Margaret Brown
Margaret Brown, nata Tobin, anche conosciuta come Maggie Brown o Molly Brown (Hannibal, 18 luglio 1867 – New York, 26 ottobre 1932), è stata una filantropa, attivista e attrice statunitense.
Fu un personaggio piuttosto mondano, filantropo e attivista che divenne uno tra i più famosi superstiti del naufragio del Titanic. Dopo la morte, le fu attribuito il soprannome di l'inaffondabile Molly Brown.

## Biografia
Margaret Tobin nacque ad Hannibal, Missouri, figlia di immigrati Irlandesi: i genitori erano John Tobin (1820-1899) e Johanna Collins (1825-1905); i fratelli erano Daniel (1863-1936), William (1869-1928) e Helen (1871-1967). In famiglia si aggiunsero anche due sorellastre di Margaret: Catherine Bridget (1849-1904), nata da un precedente matrimonio del padre e Mary Ann Collins (1853-1916), nata da un precedente matrimonio della madre. Sia la madre che il padre di Margaret divennero vedovi in giovane età.
All'età di 18 anni, Margaret si trasferì a Leadville, Colorado, con una delle sorelle, dove ottenne un lavoro in un grande magazzino. Qui Margaret conobbe e sposò James Joseph Brown (1854-1922), semplicemente noto come J.J., un uomo intraprendente e autodidatta, nella Chiesa dell'Annunciazione di Leadville, il 1º settembre 1886. Essi ebbero insieme due figli:
- Lawrence Palmer Brown ("Larry"), nato il 30 agosto 1887, ad Hannibal, Missouri. Si sposò con Eileen Elizabeth Horton (1890-1985,) il 1º gennaio 1911, a Kansas City, Missouri. Ebbero a loro volta due figli: Lawrence Palmer "Pat" Brown, Jr. (1911-1976) ed Eileen Elizabeth "Betty" Brown (1913-1974). Il matrimonio finì e Larry si sposò di nuovo con Mildred Gregory (1895-1956), il 17 novembre 1926, a Beverly Hills, California. Da questo matrimonio la coppia non ebbe figli. Larry morì il 2 aprile 1949.
- Catherine Ellen Brown ("Helen"), nata il 1º luglio 1889, a Leadville, Colorado. Si sposò con George Joseph Peter Adelheid Benziger (1877-1948), il 7 aprile 1913, a Chicago, Illinois. Ebbero due figli: James George Benziger (1914-1995) e George Peter Joseph Adelrich Benziger (1917-1985). Helen morì nel 1969.

A Leadville, Margaret si dimostrò essere una donna molto vivace, lavorando in cucine per assistere alle famiglie di minatori. La famiglia diventò ricca quando J.J. diventò padrone di una miniera e fondò la Ibex Mining Company. Nel 1894 Margaret e la famiglia si spostarono a Denver, in Colorado. Qui Margaret divenne un membro del Denver Woman's Club, dove si occupò nel migliorare la vita delle donne attraverso l'istruzione e la filantropia. Nel 1901 si iscrisse all'Istituto di Carnegie, a New York, dove si adattò facilmente alla società, conoscendo le varie arti francesi, tedesche e russe. Nel 1909 e 1914 corse, invano, per il Senato, mentre la sorella Helen si sposò con un barone tedesco. Margaret assistette nella raccolta dei fondi per la Cattedrale di Denver, per l'Immacolata Concezione, completata nel 1912, e lavorò anche con il Giudice Lindsey per aiutare bambini bisognosi e ad edificare, negli Stati Uniti, un tribunale per minorenni. Margaret e J.J. si separarono privatamente nel 1909, ma rimasero segretamente legati. Lui morì il 5 settembre 1922.

### Il Titanic
Dopo la separazione dal marito si trasferì a New York, dove si iscrisse all’Istituto Carnegie. Fino al 1912 la sua vita fu costellata di battaglie filantropiche, una candidatura al Senato fallita, abiti, feste, gioielli e viaggi a Parigi. Fu proprio in Francia che le arrivò la notizia della malattia di un suo nipote. Brown partì quindi per l'America con la prima nave disponibile, il Titanic, transatlantico della White Star Line che stava svolgendo il suo primo viaggio. Si imbarcò il 10 aprile 1912 a Cherbourg, soggiornando nella cabina B2. Quando alle 23:40 del 14 aprile la nave colpì un iceberg in pieno Oceano Atlantico ed iniziò ad affondare, Brown venne fatta salire sulla scialuppa numero 6 con venti donne e due uomini (la vedetta Frederick Fleet e il timoniere Robert Hichens) e, dopo aver minacciato con un remo il timoniere troppo impaurito, prese il controllo della barca, portandola fuori dal pericoloso vortice causato dall’inabissamento della nave. Anche sulla nave arrivata a salvare i naufraghi, il Carpathia, Brown si rivelò fondamentale: parlava tre lingue e stilò l’elenco dei superstiti. Una volta a New York rilasciò un paio di dichiarazioni ai cronisti che attendevano al porto i sopravvissuti.

### Ultimi anni

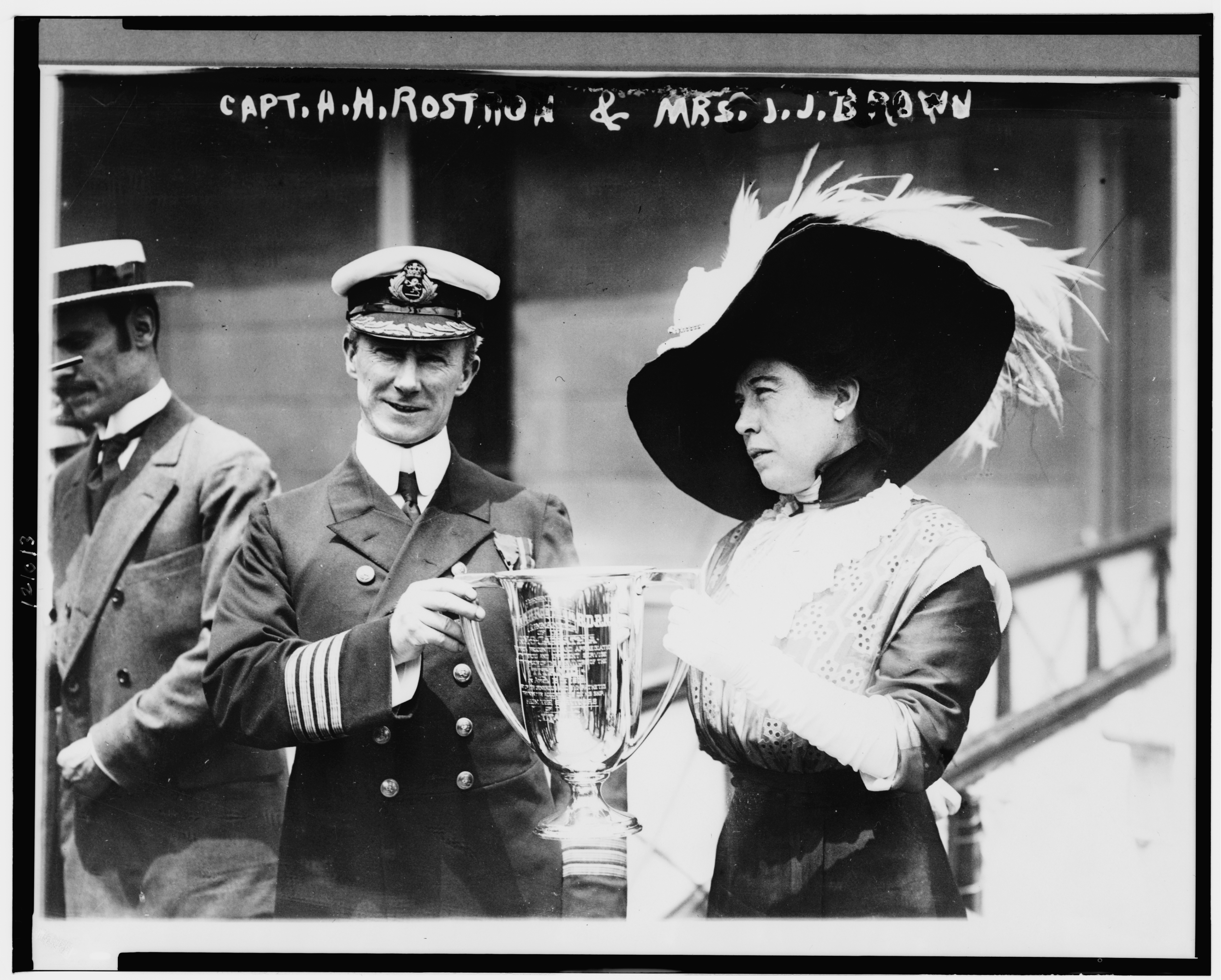
Margaret Brown consegna un premio al comandante del RMS Carpathia Arthur Henry Rostron per il suo contributo al salvataggio dei naufraghi del Titanic

La sua fama come superstite del Titanic la aiutò a promuovere la consapevolezza riguardo a vari problemi comuni, come il diritto al lavoro delle donne, l'istruzione, l'alfabetizzazione dei bambini e la conservazione storica. Durante la prima guerra mondiale, in Francia, lavorò col Comitato americano per la ricostruzione della Francia devastata, aiutando soldati francesi e statunitensi. Ricevette la Legion d'onore francese, poco prima della morte, esprimendo la sua buona "cittadinanza complessiva", incluso il lavoro assistenziale in Francia, i suoi sforzi per i superstiti del Titanic ed il suo attivismo negli Stati Uniti. Negli ultimi anni della sua vita si dedicò al teatro come attrice.

## Morte
Margaret Tobin Brown morì a causa di un tumore al cervello, il 26 ottobre 1932, all'età di 65 anni.

## Onori
Margaret fu onorata come cittadina missuriana, nella Walk of Fame del 2006. La nipote, Helen Benziger McKinney, accettò la stella in sua memoria. Helen continua a viaggiare per il paese, continuando a parlare della nonna.
Nel 1965 la capsula lanciata nello spazio, la missione Gemini 3, fu chiamata col nome di "Molly Brown". Fu un ricordo dell'incidente di Gus Grissom nella Mercury-Redstone 4, una capsula Mercury che affondò nell'Oceano Atlantico durante operazioni di recupero della sua precedente missione.

## Filmografia
Margaret Brown è stata ritratta da diverse attrici nei diversi film dedicati al disastro del Titanic.
- nel film Titanic, del 1953, da Thelma Ritter (Il personaggio porta nel film il nome di Maude Young);
- in Titanic, latitudine 41 nord, del 1958, da Tucker McGuire;
- nel film TV S.O.S. Titanic, del 1979, da Cloris Leachman;
- nel film Titanic, del 1996, da Marilu Henner;
- in Titanic, del 1997, da Kathy Bates;
- nel film-documentario Ghosts of the Abyss, del 2003, da Judy Prestininzi

La sua vita viene ricostruita in maniera romanzata in Voglio essere amata in un letto d'ottone (The Unsinkable Molly Brown) del 1964 di Charles Walters, dove il suo personaggio è interpretato da Debbie Reynolds. Il film è tratto da un lavoro teatrale di Richard Morris.